# Falzet
Falzet, z italského falsetto [falˈsɛtto], je technika zpěvu, která (nejen mužskému) pěvci umožňuje zpívat nad rámec jeho běžného rozsahu. Falzet se označuje také jako hlavový tón či hlavový rejstřík (německy Kopfstimme, francouzsky voix de tête), v protikladu proti hrudnímu tónu.

## Užití
Techniky falsetta se v klasické (resp. barokní) hudbě či opeře užívá velmi málo. Technika kontratenorů, kteří v operách či duchovní hudbě nahradili kastráty, spočívá v zužování hrtanu pomocí systému jeho svalů a nemá s falsettem nic společného – ani co do jeho barvy (témbru). Falsetto je tvořeno párem fyziologických „výčnělků“, které také nazýváme „falešné hlasivky“, umístěných v hrtanu nad hlasivkami. Proces fonace falsetta je velmi podobný fonaci hlasivek pravých. Falešné hlasivky se k sobě přibližují a uzavírají tak cestu dechu podobně jako (pravé) hlasivky při fonaci. Tím pod nimi vzniká tlak, který je rozkmitává. Hlasivky (pravé) zůstávají při zpěvu falsetta v klidu, opomeneme-li jejich pohyby asociované s procesem dýchání.
Falsetto je používáno především v populární hudbě. Neobyčejně populárním se stalo především v reggae (Cedric Myton – The Congos), soulu, R'n'B (Justin Timberlake), hard rocku (King Diamond, Axl Rose či Ian Gillan) nebo popu (Bee Gees).

## Definice falzetu
Už sám název „falzet“ je obecně těžké definovat. Autoři nejčastěji řadí falzet mezi hlasové registry. Garcia píše, že falzet je pouze dalším označením středního registru, zatímco třeba Tenducci říká, že by to mohl být hlavový tón. Van Broekhaven věří, že střední registr a falzet jsou dva naprosto rozdílné mechanismy

## Dva druhy falzetu
V odborné literatuře se objevují minimálně dvě verze způsobu produkce falzetu. Jedna verze zní, že falzet je tvořen přiblížením a vibrací tzv. falešných hlasivek, zatímco „pravé“ hlasivky zůstávají otevřené. Druhá verze mluví o tom, že falzet produkují „pravé“ hlasivky, kdy jsou extrémně napnuty a dovřeny, tedy vibrují, jen zčásti

## Fyziologický proces při vytváření falzetu
Modální hlas nebo modální rejstřík a rejstřík falzetu se liší především činností hlasivek. Vytváření modálního hlasu zahrnuje vibrace celých hlasivek, kdy se hlasivková štěrbina otevírá nejprve v dolní části a pak v horní částí. Při vytváření falzetu ale vibrují pouze vazivové okraje hlasivek, přičemž tělo každé z hlasivek je relativně uvolněně.  K přechodu z modálního hlasu do falzetu dochází, když tělo každé z hlasivek nebo hlasivkového svalu se uvolní, což umožní krikothyroidním svalům natáhnout hlasivkové vazy.  William Vennard popisuje tento proces následovně:
| „ | Při uvolnění hlasivkových svalů může krikotyroidní sval podélně působit velkým napětím na hlasivkové vazy. Toto napětí se může zvyšovat za účelem zvýšení tónu i poté, co bylo dosaženo maximální délky hlasivek. To ztenčí hlasivky natolik, že rozdíl vertikální fáze začne být zanedbatelný. Hlasivkové svaly se posunou na stranu hrtanu a vibrace se odehrávají téměř výhradně ve vazech. | “ |

V modálním rejstříku můžeme pozorovat hlasivky (při pohledu stroboskopem) se zcela dotýkat během každé vibrace, čímž se mezera mezi nimi úplně uzavírá, i když je to pouze na velmi krátkou dobu. Toto uzavření zastavuje unikající vzduch. Když v průdušnici stoupá tlak vzduchu v důsledku tohoto uzavření, hlasivky se rozevřou, zatímco hlasové procesy arytenoidní chrupavky zůstávají v apozici. Tohle vytváří oválnou mezeru mezi hlasivkami, takže jimi uniká vzduch a snižuje se tlak uvnitř průdušnice. Rytmické opakování tohoto pohybu vytváří tón.

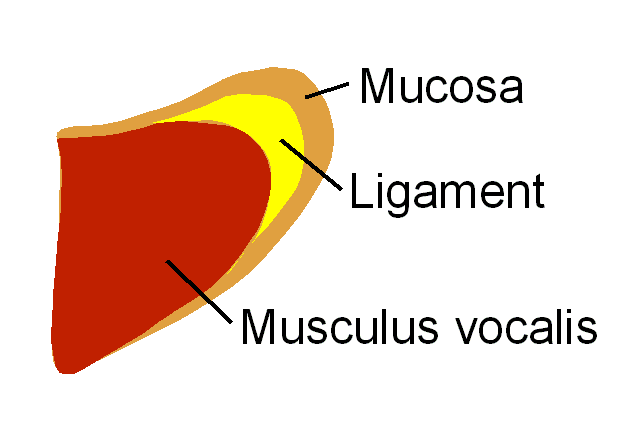
Schéma hlasivek: sliznice, vaz, hlasivkový sval

Glotální cyklus, falzet

Při falzetu ale můžeme pozorovat, jak jsou hlasivky odfouknuty od sebe a u netrénovaných zpěváků při falzetu trvale zůstane uprostřed mezi okraji hlasivek oválný otvor, kterým neustále uniká určitý objem vzduchu, dokud zpěvák zpívá falzetem. U zkušených kontratenorů se však sliznice hlasivek vzájemně zcela dotýká během každého vibračního cyklu. U tohoto hlasového rejstříku jsou arytenoidní chrupavky drženy v pevné apozici. Délka či velikost oválného otvoru nebo rozdělení mezi hlasivkami se může lišit, ale je známo, že se jeho velikost se zvětšuje, čím více se zvyšuje tlak vytlačeného vzduchu.
Hlasivky se skládají z elastické a tukové tkáně a jsou na povrchu pokryty o hrtanovou sliznicí, která je hlouběji podpírána nejvnitřnějšími vlákny thyroarytenoidního svalu. U falzetu se zdá, že nejkrajnější sliznicové okraje, tedy okraje nejdále od středu hlasivek, jsou jedinou částí hlasivek, která vibruje. Hmota, která odpovídá nejvnitřnější části svalu thyroarytenoidního svalu, zůstává nehybná.
Někteří zpěváci pociťují svalovou úlevu, když přejdou z modálního rejstříku do falzetu.
Výzkum ukázal, že ne všichni mluvčí a zpěváci vytvářejí falzet úplně stejným způsobem. Někteří mluvčí a zpěváci nechávají chrupavčitou část hlasivkové štěrbiny otevřenou (například při mutaci) a pouze přední dvě třetiny hlasových vazů se účastní vibrace. Výsledný zvuk, který je typický pro mnoho dospívajících, může být čistý a podobný flétně, ale kvalitou je obvykle měkký a anemický. U jiných se hlasivková štěrbina otevírá a zavírá po celé délce v každém cyklu. Ještě u jiných se objevuje jev známý jako damping, kdy se velikost glotálního otevření zmenšuje, jak tón stoupá, až do té míry, že se objeví pouze štěrbinka. Falzet objevující se u mutace je považován za neefektivní a slabý, ale existuje pouze málo informací o výhodách a nevýhodách ostatních dvou typů.

## Ženský falzet
Ženy i muži jsou fyzicky schopni vytvářet falzetový hlas. Před vědeckými výzkumy uskutečněnými v 50. a 60. letech 20. století se všeobecně věřilo, že pouze muži jsou schopni vytvářet falzet. Jedním možným vysvětlením tohoto selhání při rozpoznávání ženského falzetu je, že když muži vytvářejí falzetový hlas, rozdíl mezi dynamickou úrovní falzetu a modálního hlasu je mnohem výraznější, zvláště podle změny barvy tón (témbru) než u ženského hlasu. To je částečně způsobeno rozdílem v délce a objemu hlasivek a rozdílu ve frekvenčních rozsazích. Nicméně studie videonahrávek pohybu hrtanu prokazují, že ženy mohou a opravdu vytvářejí falzet a elektromyografické studie provedené několika předními logopedy a hlasovými pedagogy poskytují jen další potvrzení.
Zatímco vědecké důkazy prokázaly, že ženy mají falzetový rejstřík, otázka „ženského falzetu“ narazila na odpor ze strany učitelů zpěvu. Tento spor neexistuje ve vědeckých kruzích a argumenty proti existenci ženského falzetu nelze srovnávat s aktuálními fyziologickými důkazy. Někteří průkopníci hlasové pedagogiky jako Margaret Greenová a William Vennard rychle přijali současný vědecký výzkum v 50. letech 20. století a zachytili biologický proces ženské fistule na film. Zašli ještě dál a začlenili tento výzkum do své pedagogické metody výuky zpěvaček. Ostatní odmítli tuto myšlenku přijmout a odpor k pojmu ženského falzetu u některých učitelů zpěvu pokračoval i dlouho poté, co vědecké důkazy ukázaly existenci ženského falzetu. Známý operní pěvec a hlasový učitel Richard Miller poukázal ve své publikaci z roku 1997 National Schools of Singing: English, French, German, and Italian, že zatímco německá škola hlasových učitelů do své pedagogické praxe do značné míry přijala myšlenku ženského falzetu, existuje rozkol v rámci anglických a francouzských škol a italská škola úplně odmítla myšlenky ženského falzetu. Ve své knize z roku 2004 Tools For Performers and Teachers (Řešení pro zpěváky). Miller řekl, že „je nelogické hovořit o ženském falzetu, protože žena není schopna vytvořit barvu hlasu ve vyšší oblasti, která se radikálně liší od kvalit ‚mezza voce‘ nebo ‚voce piena in testa‘ “.
Ostatní autoři literatury o zpěvu varovali před nebezpečím neschopnosti uvědomit si, že ženy mají falzet. McKinney, který vyjádřil své znepokojení, že mnoho knih o umění zpěvu zcela ignoruje nebo jen rychle naznačí otázku ženského falzetu nebo trvají na tom, že ženy falzet nemají. McKinney tvrdí, že mnoho mladých zpěvaček nahrazuje falzetem horní část modálního hlasu. Domnívá se, že tato neschopnost uznat ženský falzetový hlas vedla ke špatnému rozpoznání mladých kontraaltů a mezzosopránů jako sopránů, protože je pro tyto nižší typy hlasu snazší zpívat tessituru sopránu za pomoci falzetu.

## Hudební historie
Tradice používání falzetu v západní hudbě má velice hluboké kořeny. Jeho původ je obtížné dohledat vzhledem k nejasnostem v terminologii. Možná, že když autoři z 13. století rozlišovali mezi hrudními hrdelními a hlavovými rejstříky s (pectoris, guttoris, capitis), tak při používání pojmu capitis měli na mysli to, co se později začalo nazývat falzetem. Od 16. století začal být pojem falzet v Itálii běžný. Lékař Giovanni Camillo Maffei ve své knize Discorso della voce e del modo d'apparare di cantar di garganta z roku 1562 vysvětlil, že když bas zpívá v rozsahu sopránu, tak se tento hlas nazývá „falzet“. V knize G. B. Manciniho Pensieri e riflessioni z roku 1774 je falzet stavěn na stejnou úroveň jako „voce di testa“ ('hlavový hlas').
Falzet používá kontratenor, aby mohl zpívat v rozsahu altu nebo občasně i sopránu, což byla norma ještě před tím, než mohly ženy zpívat v sborech. Falzet dnes občas používají odborníci na starou hudbu a pravidelně jej používají muži v britských katedrálních sborech, aby mohli zpívat altové pasáže.
Existuje rozdíl mezi moderním použitím pojmu „hlavový hlas“ a jeho předchozím významem v období renesance jako druhem falzetu podle mnoha odborníků na zpěv.[zdroj?] Falzet může být zabarven nebo pozměněn, aby zněl jinak. Může mít klasický styl, aby zněl jako klasický kontratenor nebo se může zpívat v modernějším stylu.
V opeře se věří, že u žen dochází k hrudnímu hlasu, střednímu hlasu a hlavovému hlasu. Hlavový hlas u muže je podle Davida A. Clippingera s největší pravděpodobností odpovídá střednímu ženskému hlasu. Tohle může znamenat, že hlavový ženský hlas je ekvivalentem mužského falzetu. Ačkoli v současné výuce někteří učitelé již nehovoří o středním hlasu, rozhodli se jej u mužů nazvat hlavovým hlasem. Falzet se obvykle nezapočítává klasickými puristy za součást hlasového rozsahu žádného hlasu kromě kontratenorů. Existují však výjimky, například baryton-Martin, který využívá fistule (viz baryton).
Falzet se po mnoho generací používá v mexických písních. V Mexiku byl jedním z největších zpěváků falsete Miguel Aceves Mejía, zpěvák a herec v zlatém věku mexické kinematografie, známý jako „Rey de Falsete“ nebo „král falzetu“. Zpíval více než tisíc písní jako například „La Malagueña, El Jinete, La Noche y Tú a La Del Rebozo Blanco“, z nichž mnohé využívaly falzet.
Mnoho havajských písní obsahuje falzet. V havajském stylu falzetu, nazývaném „ka leo ki'eki'e“, zpěvák, většinou muž, zdůrazňuje přechody mezi rejstříky. Někdy zpěvák přehání přechod opakováním jako například jódlování. Stejně jako další aspekty havajské hudby, fistule se vyvinula z různých kombinací zdrojů, včetně předevropských havajských zpěvů, raně křesťanských písní a písní a jódlování imigrantských kovbojů imigrantů během vlády dynastie Kamehameha v 19. století, kdy byli z Mexika přivezeni kovbojové, aby naučili havajany starat se o dobytek.
Falzet se také běžné používá v africké lidové hudbě, zejména v Jižní Africe ve stylu „Mbube“ tradičně prováděném pouze mužskými sbory A cappella.

## Použití falzetu ve zpěvu
Při absenci moderního vokálního školení zadržování objemu modálního hlasu bude v této oblasti tónů modální hlas hlasitější než stejné tóny ve falzetu. Falzet, nicméně, zahrnuje méně fyzického úsilí zpěváka než modální hlas a při správném používání může umožnit některé z žádoucích efektů tónu.
Falzetový hlas má řadu vysoce specializovaných použití v hudebním kontextu. Následující seznam obsahuje jeho nejběžnější využití:
- v rockové hudbě
- v mužském R&B
- u některých lyrických (irských) tenorů, folkových zpěváků apod.
- v tzv. Barbershop music v USA pro tenory (není vždy nutný) a příležitostně u hlavních hlasů a barytonů v určitých úpravách
- v jódlování
- pro komický efekt v operách a muzikálech
- u falzetistů, sopranistů, mužských altů nebo kontratenorů
- v mužském sboru, aby si první tenor zachoval velmi náročnou tessituru.
- u tónů, které jsou nad rozsahem modálního rejstříku
- pro pianissimo, které by bylo obtížné provádět v modálním rejstříku
- pro vokální rozvoj

## Použití v mluveném projevu
Schopnost mluvit falzetem mají téměř všichni muži i ženy. Použití falzetu je považováno za neobvyklé v normálním západním mluveném projevu a je nejčastěji používáno humorně. Avšak využívání falzetu při mluvě se liší podle kultury a jeho používání bylo studováno u Afroameričanů a homosexuálů v určitých kontextech. Jeho použití bylo také zaznamenáno na jihu USA . Změny tónů přesahující do falzetu jsou také charakteristické pro britskou angličtinu.
Někteří lidé, kteří hovoří často nebo neustále falzetem, jsou logopedy označovány za případy trpící funkční dysfonií. Falzet také popisuje momentální, ale často opakované kolísání hlasu vydávané oběma pohlavími, když se jim během dospívání postupně mění hlas. Tyto změny jsou nicméně zřejmé a dochází k nim častěji u chlapců než u dívek. Neschopnost projít náležitou změnou hlasu se nazývá puberphonie.